# Джоанна Монкріфф
Джоанна Монкріфф — британська психіатр і науковиця, авторка книг і наукових публікацій. Теоретикиня і одна із засновників напрямку критичної психіатрії. Відома послідовною критикою усталених практик у психофармакології та зловживань у галузі психіатрії. Професорка критичної та соціальної психіатрії в Університетському коледжі Лондона та провідна фігура в мережі критичної психіатрії. Видатна критик сучасної «психофармакологічної» моделі психічних розладів і лікування наркоманії, а також ролі фармацевтичної промисловості. Авторка статей, книг та блогів про використання та надмірне використання медикаментозної терапії для лікування проблем психічного здоров'я, механізм дії психіатричних препаратів, їхній суб'єктивний та психоактивний вплив, історію лікування наркоманії та докази його користі та шкоди. Вона також пише про історію та політику психіатрії в цілому. Її найвідоміші книги — «Міф про хімічне лікування» і «Найгіркіші таблетки».

## Кар'єра
Монкріфф здобула кваліфікацію з медицини в Університеті Ньюкасл-апон-Тайн у 1989 році. У 1990-х вона проходила навчання з психіатрії в Лондоні та південно-східній Англії, ставши MRCPsych у 1994 році. У 2001 році здобула ступінь доктора медичних наук (у Сполученому Королівстві — ступінь доктора наук) у Лондонському університеті. З 2001 року на 10 років була консультанткою відділення психіатричної реабілітації людей з тяжкими та стійкими психічними розладами. Вона працює консультанткою зі спільнотної психіатрії дорослих у North East London NHS Foundation Trust і є професоркою критичної та соціальної психіатрії в Університетському коледжі Лондона, а раніше була старшою викладачкою на кафедрі психіатрії. Наразі вона також є головною дослідницею дослідження RADAR (дослідження припинення прийому антипсихотичних препаратів та їх зниження), фінансованого NIHR. Докторка Монкріфф є однією з засновників і співголовою Мережі критичної психіатрії. Це група психіатрів з усього світу, які скептично ставляться до ідеї, що психічні розлади — це просто захворювання мозку, і які ведуть кампанію за зменшення впливу фармацевтичної промисловості та пошук альтернатив вузькій практиці, заснованій на медичних моделях.
У 2021 і 2022 роках Монкріфф балотувалася на виборах до ради в Інґейтстоуні, Фраєрнінгу та Маунтнессінгу: Брентвуд як кандидатка від Лейбористської партії.

## Дослідження

### Роль ліків у сучасній психіатрії
За словами Джоанни Монкріфф, існує дві моделі дії препарату: з акцентом на хворобу і з акцентом на дію самого препарату. У психіатричній практиці в другій половині XX століття був здійснений перехід від моделі з акцентом на дію психотропних препаратів (лікоцентричної) до моделі з орієнтацією на хворобу (хворобоцентричної), хоча строго наукових підстав для цього не було.
Монкріфф відома тим, що кинула виклик теорії про те, що психічні розлади спричинені хімічним дисбалансом. Вона показує, що існує мало доказів порушення серотоніну при депресії або порушення рівня дофаміну при психозах чи шизофренії. Вона простежує історію ідеї про те, що психіатричні ліки є чарівними пігулками, і досліджує роль фармацевтичної промисловості, психіатрії та держави у розвитку цієї моделі. Вона задокументувала збільшення кількості рецептів на психіатричні препарати за останнє десятиліття та проаналізувала спосіб, у який фармацевтична промисловість створила такі умови, як СДУГ у дорослих і "новий біполярний розлад", щоб допомогти збуту цих ліків.

### Моделі дії ліків
Монкріфф не виступає повністю проти вживання ліків при проблемах з психічним здоров'ям, але вважає, що дію ліків у таких ситуаціях розуміють неправильно. Монкріфф розробила дві альтернативні «моделі» для розуміння того, що можуть робити ліки, коли їх призначають людям із проблемами психічного здоров'я. Сучасне загальноприйняте розуміння дії психіатричних препаратів базується на моделі, «орієнтованій на хворобу», яка припускає, що ліки діють шляхом усунення основної аномалії, яка, імовірно, призводить до симптомів розладу. Монкріфф порівнює це з альтернативною моделлю, орієнтованою на ліки, яка передбачає, що, оскільки психіатричні препарати є психоактивними речовинами, вони діють, оскільки змінюють те, як люди думають, відчувають і поводяться. Згідно з цією моделлю, психіатричні препарати не мають специфічних біологічних ефектів на людей з психічними розладами, а виробляють характерні ефекти для кожного, хто їх приймає. Проте зміни, викликані деякими видами наркотиків, можуть призводити до пригнічення проявів (симптомів) деяких психічних розладів. Міф про хімічне лікування простежує появу та розвиток моделі, орієнтованої на хворобу, починаючи з 1950-х і далі. Це підкреслює відсутність доказів для моделі дії ліків, орієнтованої на хворобу, для кожного основного класу психіатричних препаратів. Вона також досліджує комерційні, професійні та політичні інтереси, що стоять за моделлю, орієнтованою на хворобу.

### Антидепресанти
Монкріфф написала кілька статей, в яких критикувала методологію дослідження антидепресантів. Вона провела кокранівський метааналіз невеликої групи випробувань антидепресантів, у якому порівняла їх з «активним» плацебо, що містить препарат, який використовується для імітації деяких побічних ефектів антидепресантів. Вона опублікувала одну з небагатьох робіт, яка описує психоактивні ефекти сучасних антидепресантів та їхній зв'язок із суїцидальними думками та фізичними наслідками.
Разом із доктором Марком Горовіцем у 2022 році Монкріфф провела перший систематичний комплексний огляд доказів теорії депресії про "хімічний дисбаланс" серотоніну, який свідчить про те, що дані не підтверджують гіпотезу.

### Антипсихотики
The Bitterest Pills простежує історію антипсихотичних препаратів від появи хлорпромазину в 1950-х. У книзі також розглядаються останні події, включаючи маркетинг антипсихотичних засобів через рух раннього втручання та просування нової та розширеної концепції біполярного розладу. Монкріфф також описує культурний розвиток нової концепції біполярного розладу, яку вона називає «медикалізацією „злетів і падінь“». Дослідження Монкріфф та її колег описали та порівняли суб'єктивні або психоактивні ефекти різних антипсихотичних засобів. Це включало публікацію суперечливих і неперевірених медичних гіпотез.

### Літій
У ранній роботі Монкріфф проаналізувала докази ефективності літію. Вона стверджувала, що немає жодних доказів того, що літій є кращим за інші заспокійливі засоби для лікування гострої манії, і що ефективність літію у запобіганні рецидиву маніакальної депресії пояснюється побічними ефектами, спричиненими раптовою відміною літію. У пізнішій роботі вона показала, що дослідження результатів лікування літієм у реальному світі не демонструють корисних або вартих уваги ефектів і припускають, що це може навіть погіршити результат маніакальної депресії.

### Інші препарати
Монкріфф критично проаналізувала літературу про використання таких медикаментозних засобів, як акампрозат і налтрексон, для лікування алкоголізму і використання стимуляторів у дітей. 

### Історія та політика психіатрії
Монкріфф розробила політичний аналіз рушійних сил сучасної теорії та практики психічного здоров'я та дослідив вплив неолібералізму. Вона опублікувала статті про історичний контекст появи сучасного лікування наркоманії, історію психіатричної думки в ХХ столітті та «швидку транквілізацію» в психіатрії, а також книги про історію медикаментозного лікування.

## Книги
- Міф про хімічне лікування: критика психіатричної медикаментозної терапії, Palgrave, 2008.ISBN 978-0-230-57431-1
- A Straight Talking Introduction to Psychiatric Drugs, PCCS Books, 2009.ISBN 978-1-906254-17-9
- Найгірші таблетки: тривожна історія антипсихотичних препаратів, Palgrave, 2013.ISBN 978-1-137-27742-8